# Castello Mackenzie
O Castello Mackenzie é um palacete italiano de Génova situado no bairro residencial de Castelletto, nas proximidades da Piazza Manin e da estação do caminho-de-ferro de Casella.
O edifício desenvolve-se em cinco pisos, cobrindo uma área de cerca de 900 metros quadrados, dos quais seiscentos no piso térreo e trezentos no primeiro andar.
Concebido como um espaço para a cultura por ocasião de Génova, Capital Europeia da Cultura 2004, no Outono de 2006 foi uma das sedes do Festival da Ciência.

## História
.

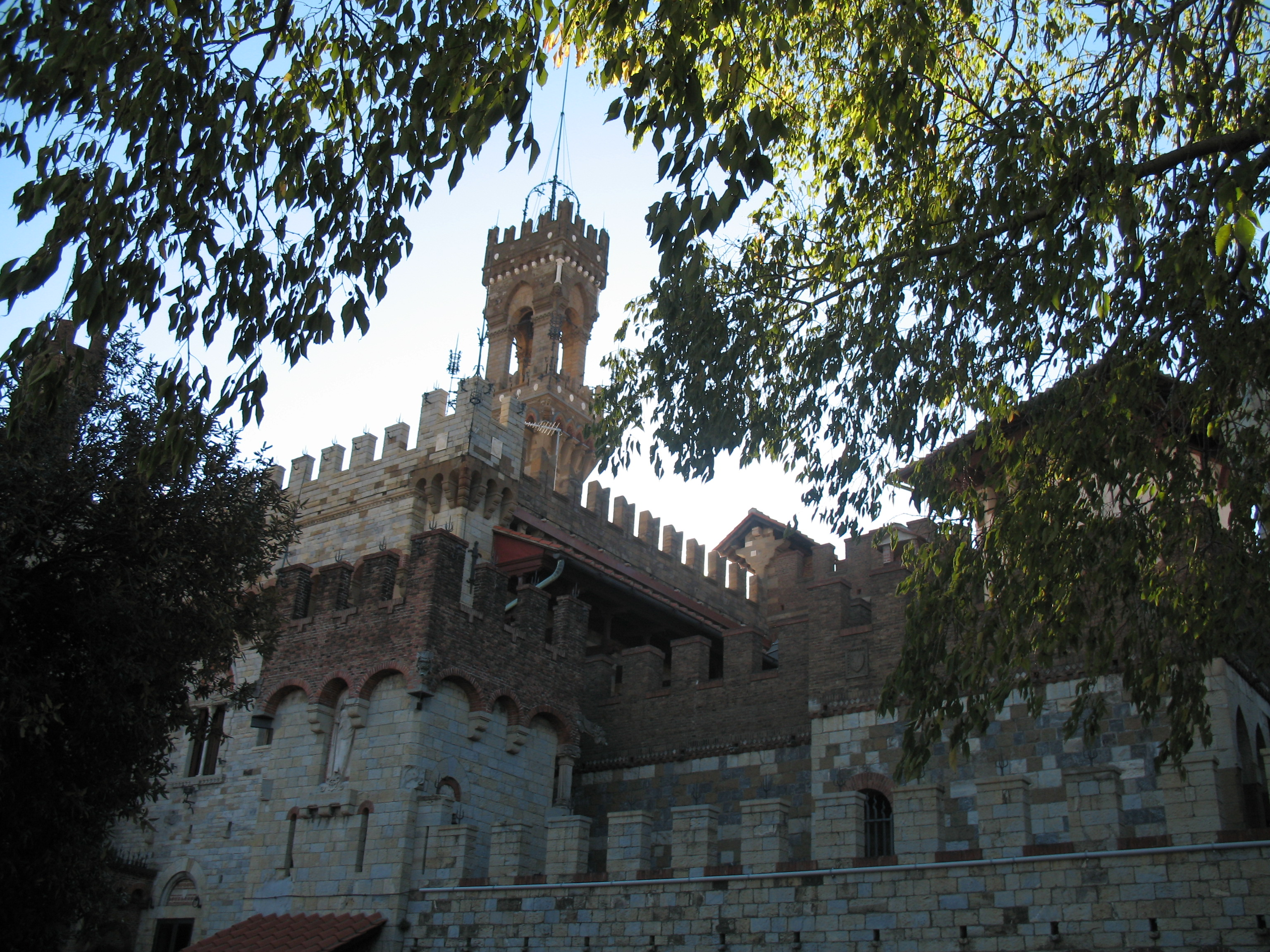
Vista parcial do Castello Mackenzie, onde são bem visíveis as referências medievais

O Castello Mackenzie foi definido como Capriccio da Re (Capricho para Rei) e é considerado um dos mais bem sucedidos exemplos do gosto arquitectónico em uso nos finais do século XIX, com outro exemplo no pouco distante Castello d'Albertis, procurando recuperar as sugestões da Idade Média, com referências ao estilo gótico e ao maneirismo.
Edificado sobre uma villa rústica preexistente, construída por sua vez sobre as muralhas de Génova do século XVI (os muros perimetrais desta villa, reutilizados na reestruturação, são visíveis no perímetro externo), foi erguido entre 1893 e 1905 segundo um projecto de Gino Coppedè, ao tempo um arquitecto ainda pouco conhecido, a quem foi encomendado pelo segurador natural de Florença Evan Mackenzie, cuja família o habitou por vinte sete anos, até à sua morte.
Gino Coppedè, nascido em Florença em 1866, era filho dum artesão de móveis, tendo-se afirmado com esta construção, a sua primeira realização. Aqui, Coppedè cria uma peculiar versão da tipologia da villa em castelo de gosto ecléctico composta por uma vasta multiplicidade de referências históricas - o castelo medieval, o Palazzo della Signoria de Florença, etc. - e para a sua realização faz fruto da experiência da "Bottega dell'Arte" ("Oficina da Arte"), o laboratório do pai em Florença. Trabalham, assim, no Castello Mackenzie, em equipa com o arquitecto, os vários artesãos, os escultores, os ferreiros, os pintores (o seu irmão Giorgio Coppedè), e outros.

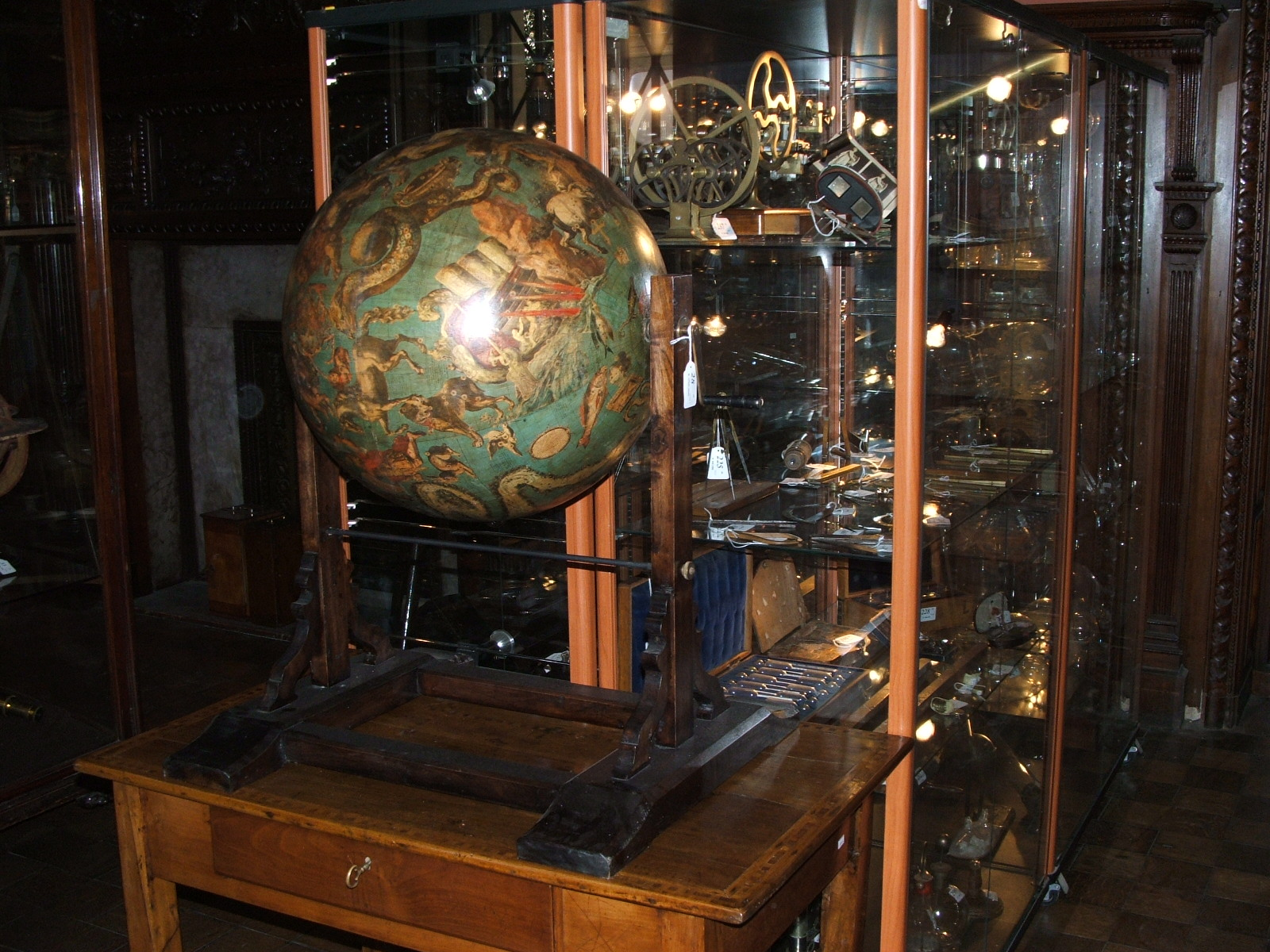
Um antigo globo na sala expositiva dos instrumentos científicos.

Com o Castello Mackenzie nasce uma fórmula que recolhe fortuna em Génova, repetida pelo próprio Gino Coppedè em várias villas genovesas, como o Castello Turckle, em Capo di Santa Chiara, o Castello Coppedè, em Priaruggia (habitado pelo próprio arquitecto) e o Castello Bruzzo, na Circonvallazione a Monte. O palácio foi concebido inicialmente como uma villa com torre, mas as sucessivas intervenções - solicitadas pelo dono da obra - determinaram-lhe uma ampliação e alteração da estrutura até lhe definir o aspecto duma forma diferente.
Em 1956, o Castello Mackenzie foi declarado monumento nacional, como exemplo do estilo Coppedè. Trinta anos depois, em 1986, depois de ter estado durante muiro tempo em desuso e de ter mudado de mãos entre diversos proprietários, o coleccionador norte-americano Mitchell Wolfson Jr. (do qual continua activo o museu Wolfsoniana de Génova-Nervi) decidiu adquiri-lo para adaptá-lo a museu da su colecção de objectos e obras de arte do início do século XX. No entanto, em 1995, os trabalhos de restauro foram suspensos e limitados somente às partes externas.
Em 2002, o palácio foi adquirido pela Casa d'aste Cambi, que se decidiu pela reestruturação interna sob projecto do arquitecto Gianfranco Franchini. Uma vez terminados os trabalhos de restauro, em 2004, o edifício foi reaberto ao público por ocasião de Génova, Capital Europeia de Cultura. Actualmente, além de servir de sede à própria instituição leiloeira, também é usado como polo museológico e sede de exposições temporárias.

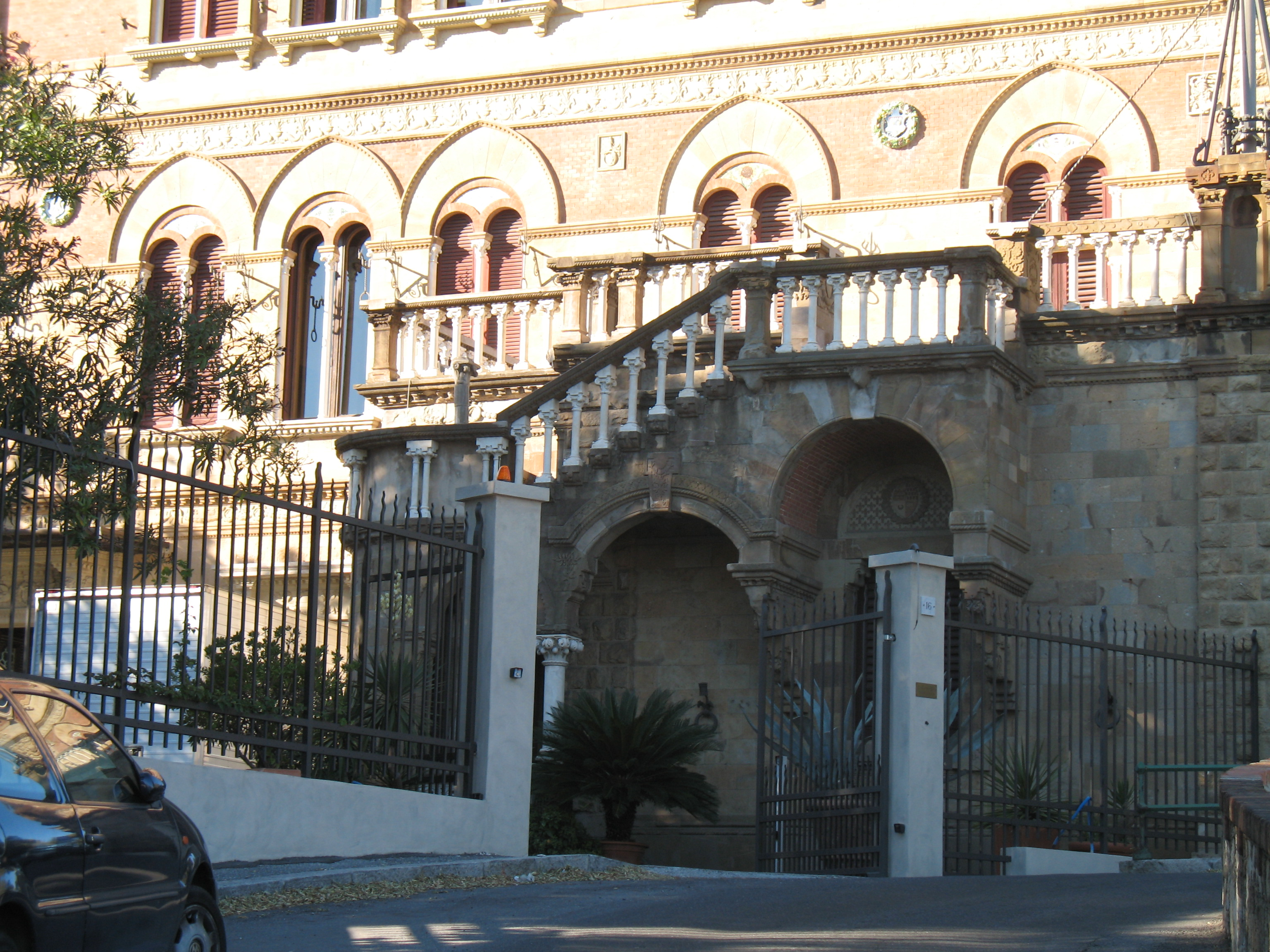
Entrada do palácio
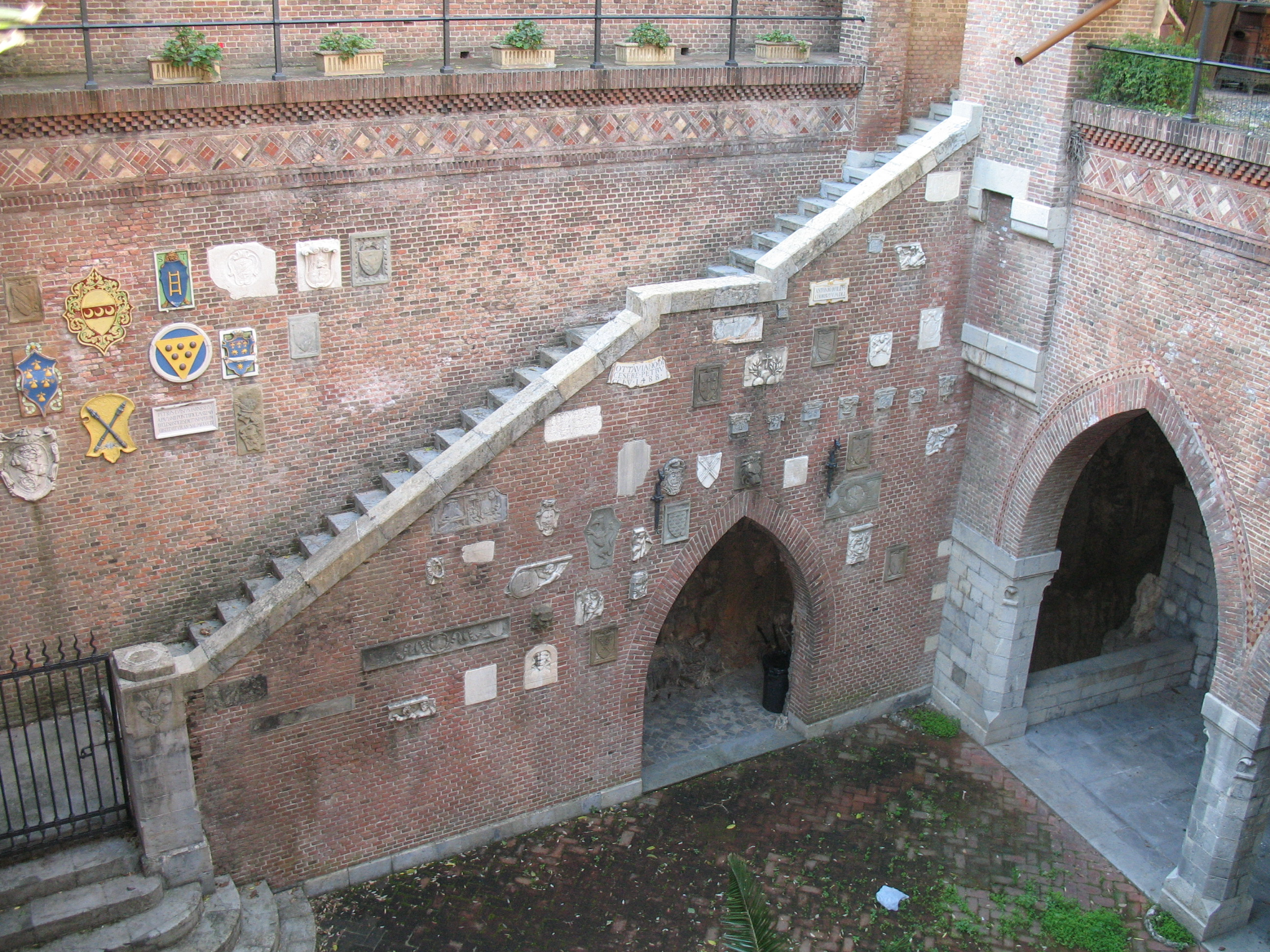
Vista parcial do pátio
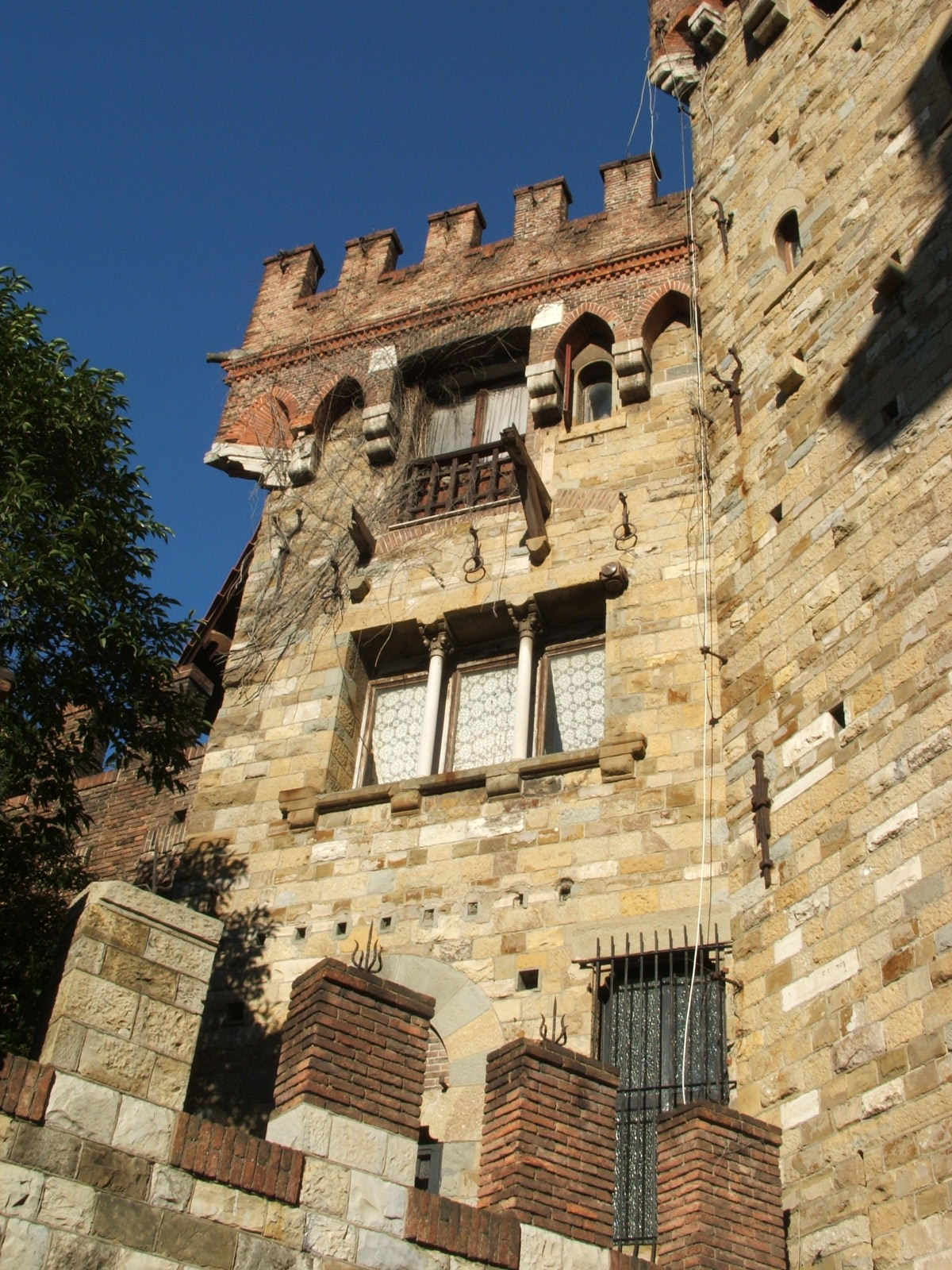
Aspecto do exterior
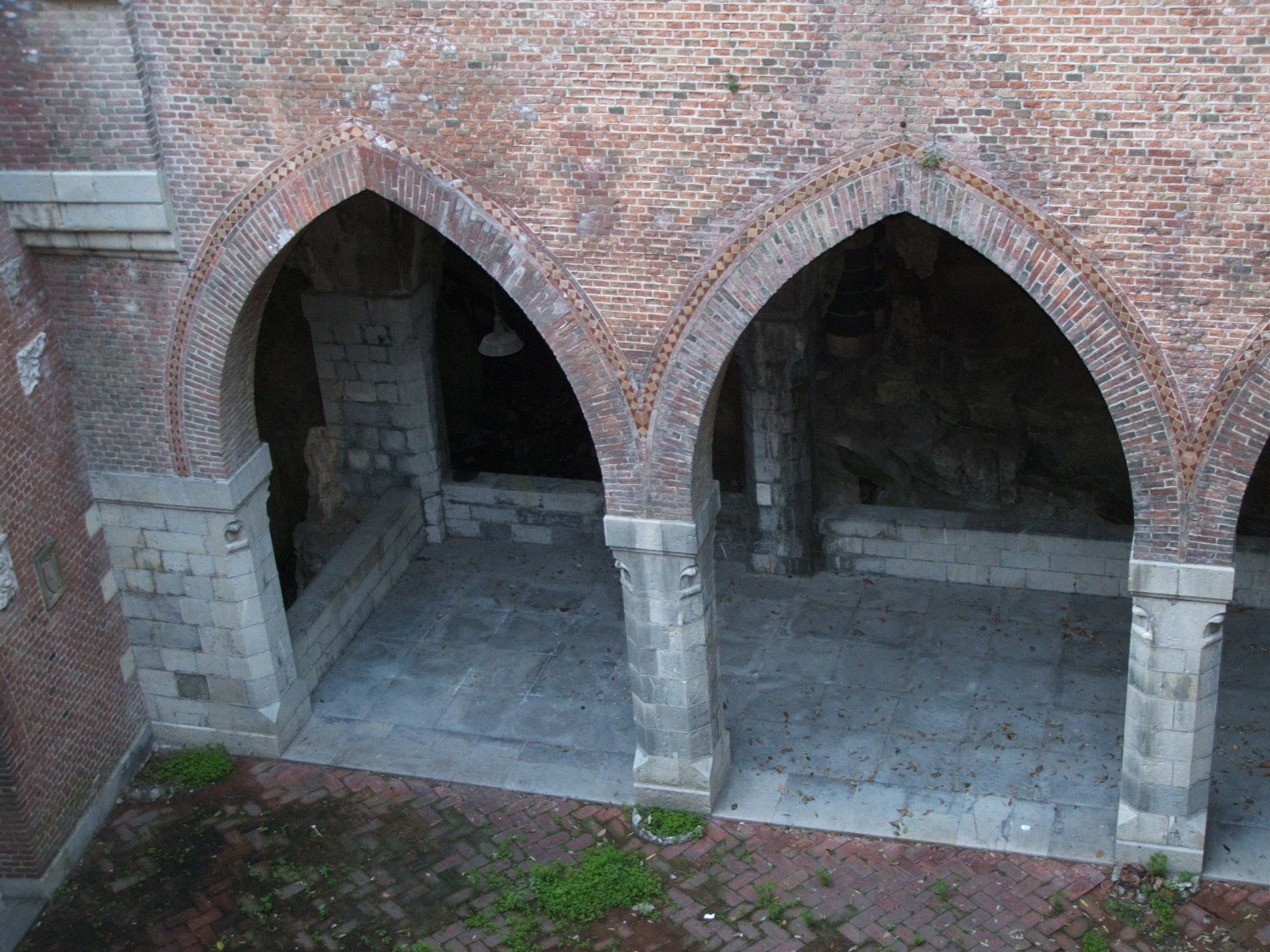
Detalhe do pátio
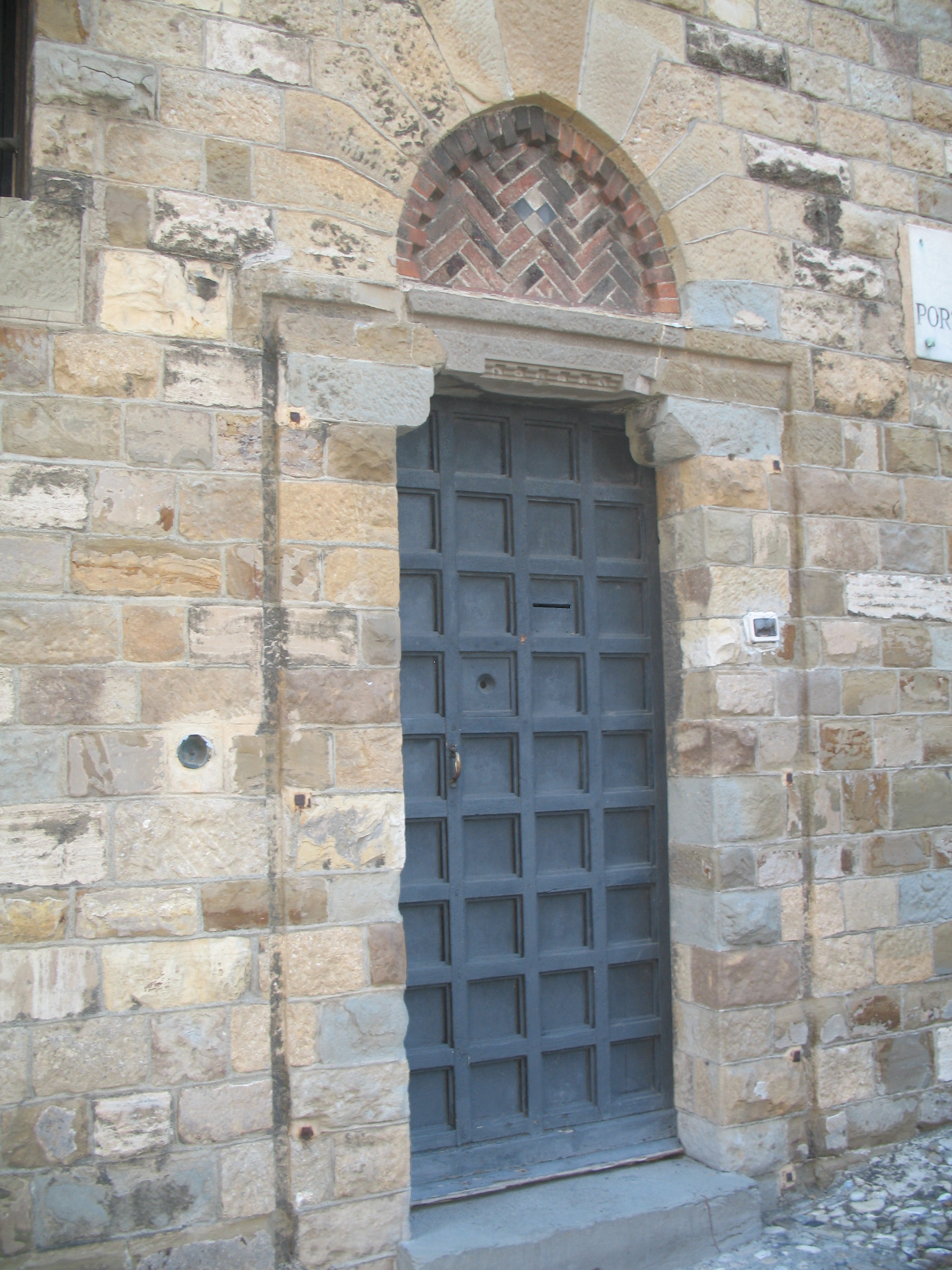
Portão
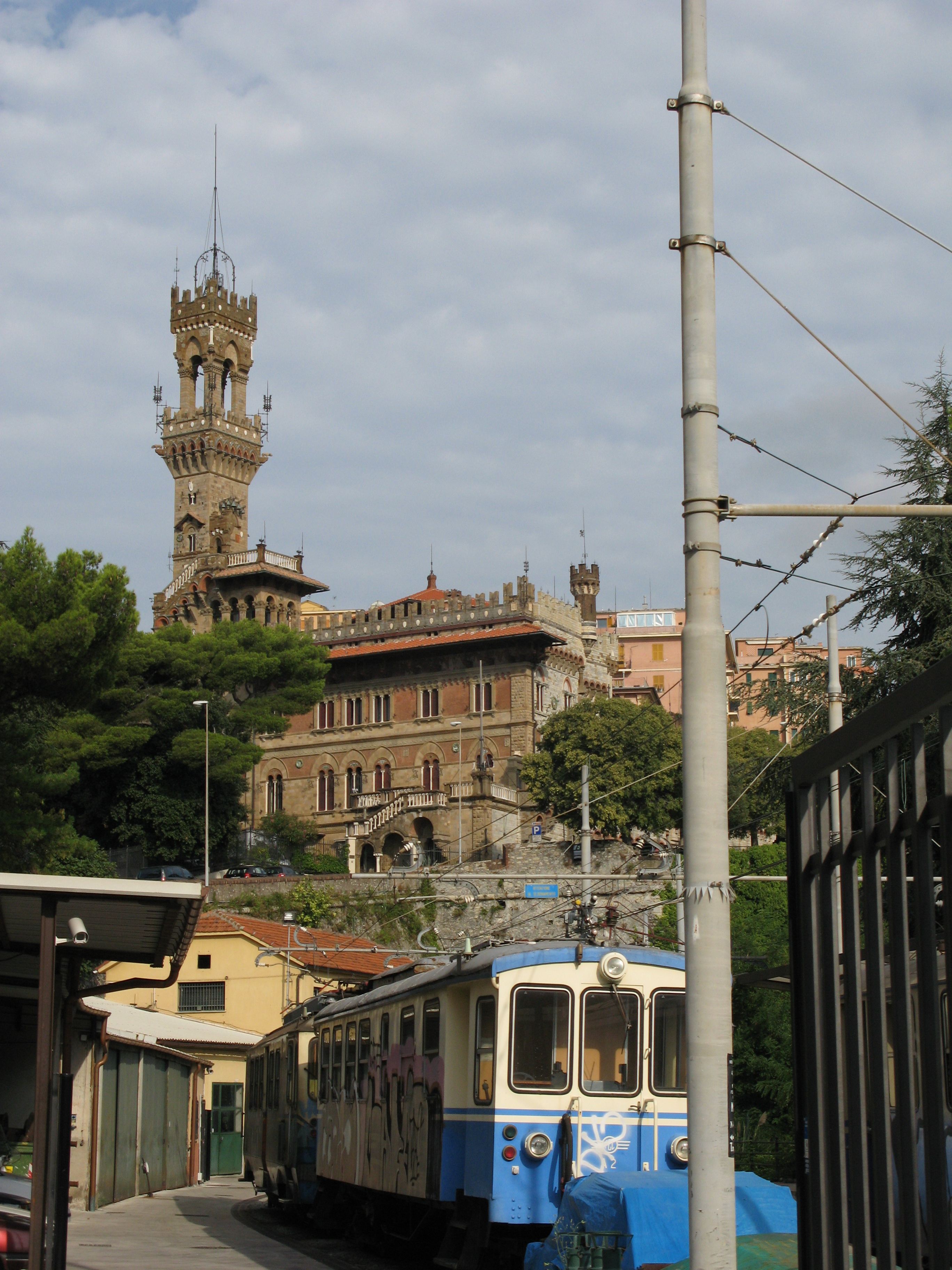
O palácio visto da linha férrea

## Características arquitectónicas

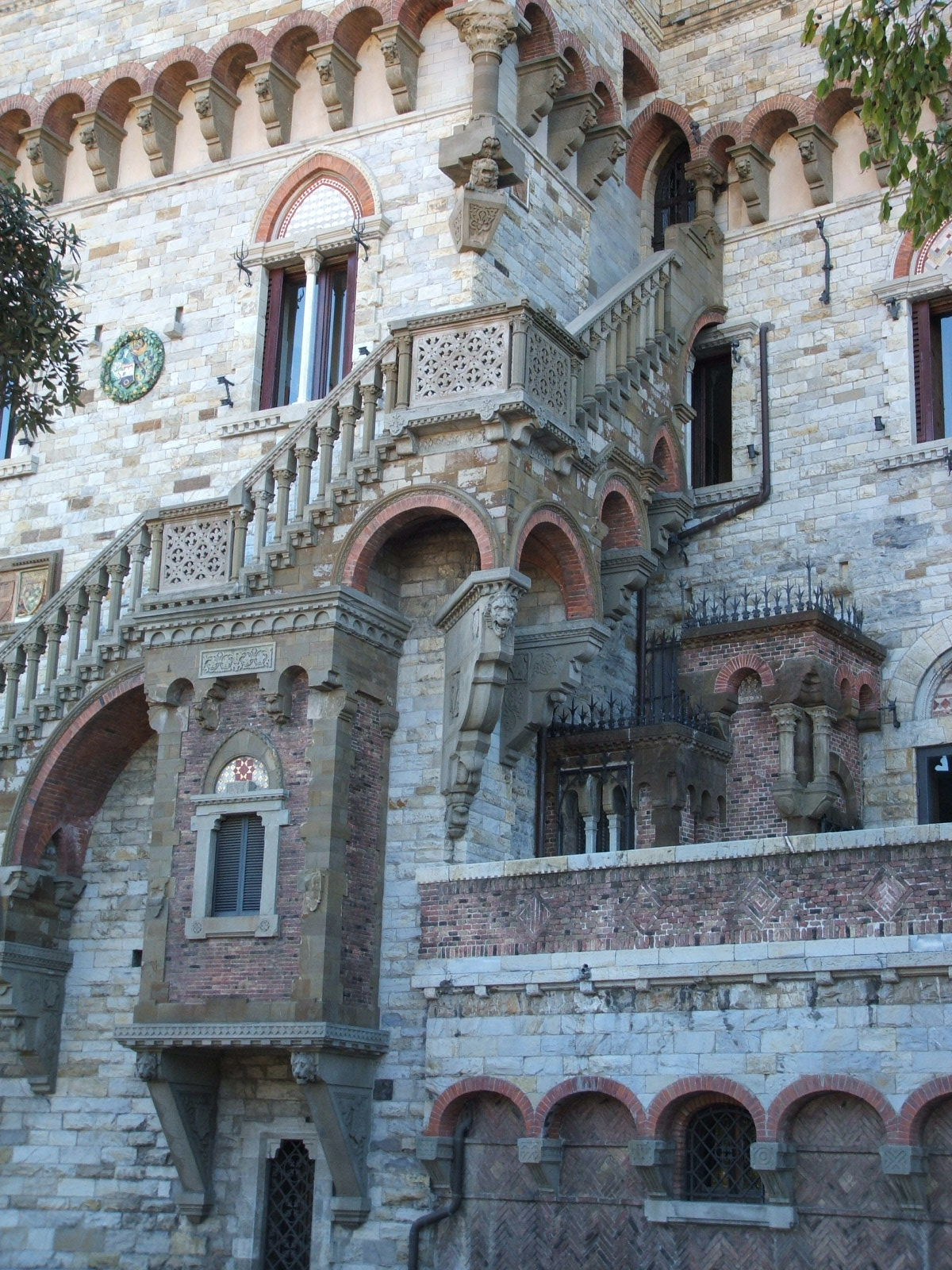
Detalhe do exterior.

Uma peculiaridade do palácio é dada pelas técnicas usadas na fase de construção. De facto, apesar do seu aspecto renascentista, foi dotado de estruturas de vanguarda para a época, como a instalação de aquecimento centralizado (apto, também, para fornecer água quente a todos os banhos), uma piscina coberta aquecida com sauna anexa e um elevador capaz de transportar até vinte cinco pessoas.
Coppedè aproveitou a estrutura original juntando-lhe vigas e tijolos em arenito de la Spezia, enriquecendo o conjunto com torre, edícola, escadas salientes e merlatura, referências explícitas ao estilo renascentista toscano.

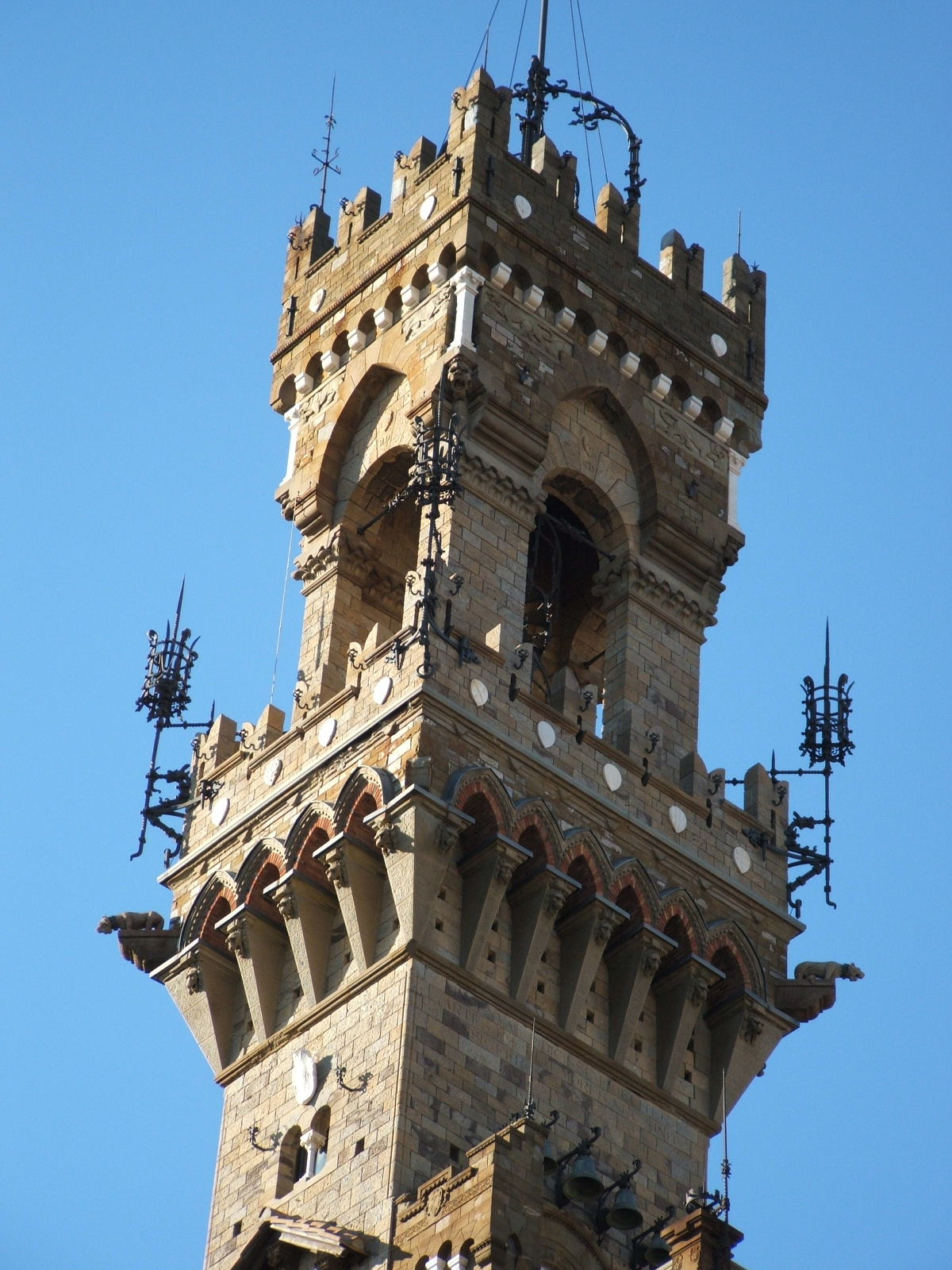
A torre em detalhe.

Neste contexto, resulta de particular relevo o emprego de cerâmica à maneira de Della Robbia, com a aplicação de placas, brasões, vitrais com chumbo e referências ao Palazzo Comunale, e respectiva Torre del Mangia, e ao Palazzo Vecchio de Florença, chegando a fazer uma citação da Catedral de Pisa, presente na cópia do lampadário de Galileo.
A oficina artesanal de Coppedè ocupou-se, em particular, dos apainelamentos e dos tectos com caixotões em estilo quinhentista, ainda presentes de forma restaurada em muitos dos ambientes do palácio.

### Interiores
Em relação ao interior, o átrio é, no plano puramente arquitectónico, a parte mais resolvida do complexo construtivo. Neste, estão compreendidos tanto o próprio átrio em si como a escadaria que conduz ao primeiro andar. A decoração é constituida, principalmente, por uma estátua em mármore de Vénus, por um trono com três assentos, também em mármore, e por uma lareira de grandes dimensões; altas cancelas em ferro forjado separam-no do pátio interior. Restos dos desenhos a têmpera, com motivos históricos, de Carlo Coppedè, representando membros da família Mackenzie, completam o conjunto.
Ainda no interior, a biblioteca do palácio está subdividida em dois pisos, ligados entre si por uma escada de caracol em madeira. Em tempos, hospedava a colecção livreira de Evan Mackenzie, com excepção da recolha dantesca, reposta na câmara dedicada ao escritor florentino no interior da torre; tal recolha foi doada pela filha de Mackenzie, aquando da morte do pai, à cidade de Génova e hoje está guardada junto da Biblioteca Berio.
A pequena capela de família é em estilo gótico e hospeda obras de relevo, como um elegante órgão de tubos, cópias do Beato Angelico (Annunciazione e Resurrezione), assentos em madeira esculpida e vitrais com chumbo.

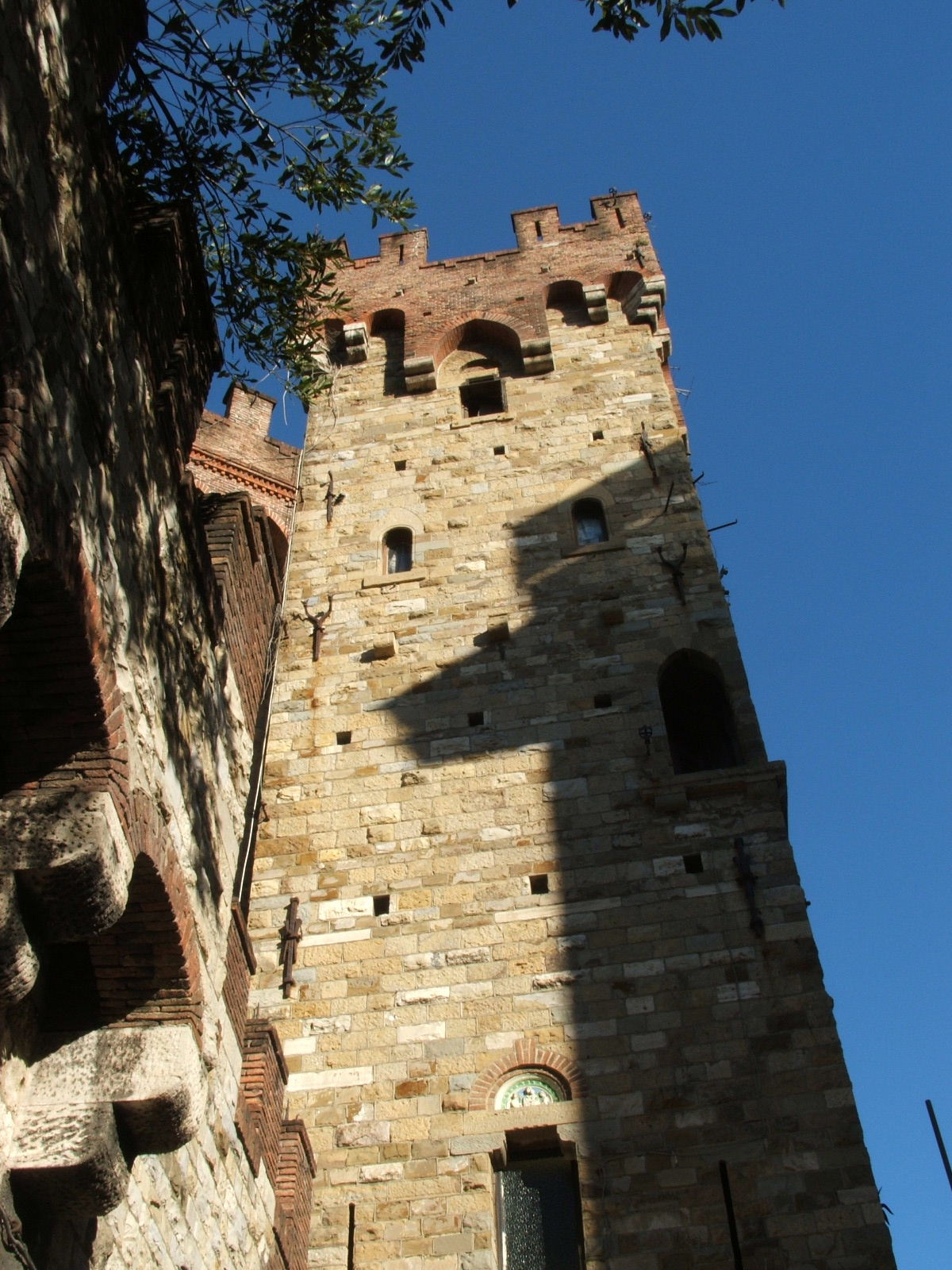
Aspecto do exterior
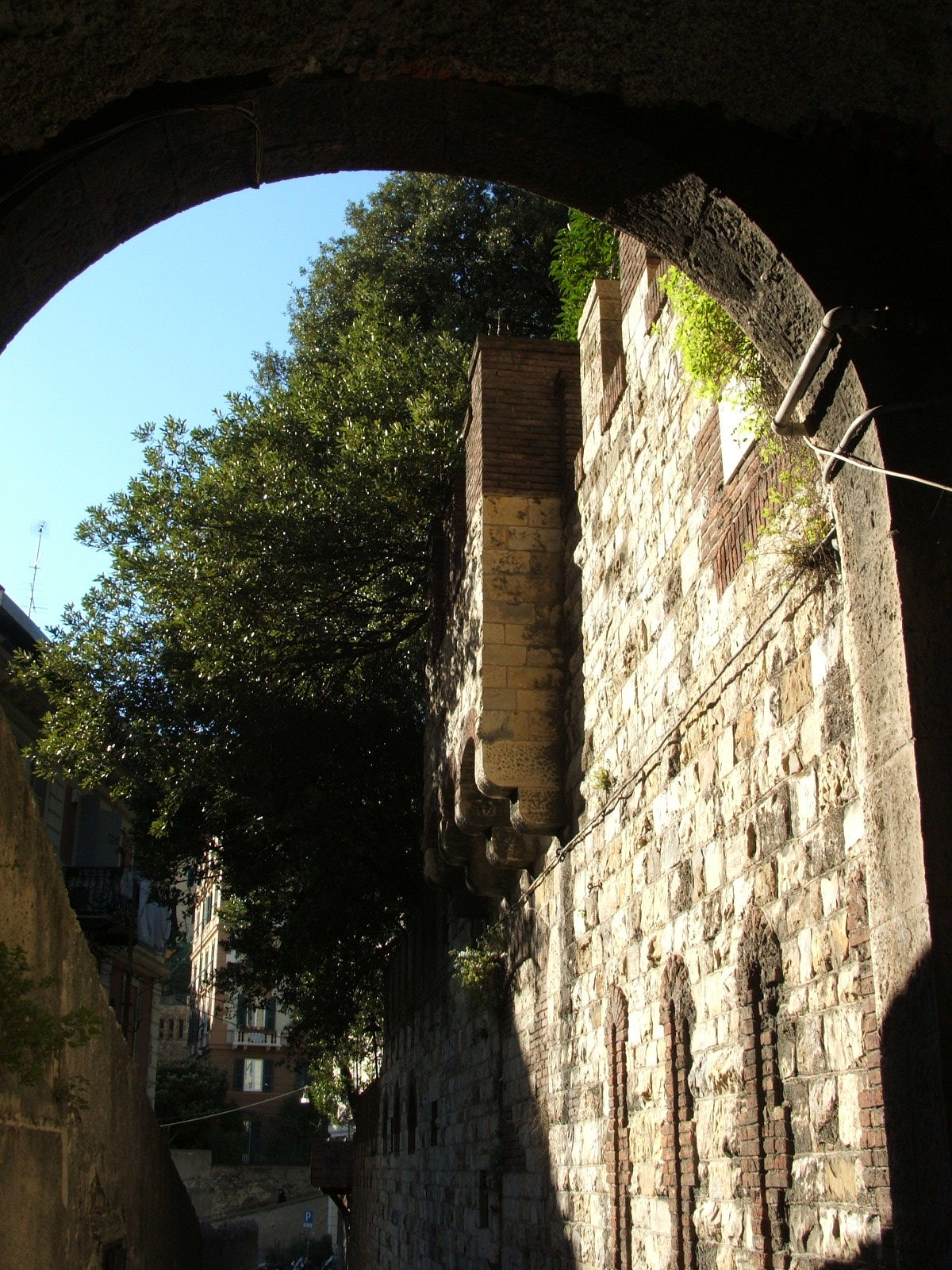
Aspecto do exterior com nítidas referências medievais
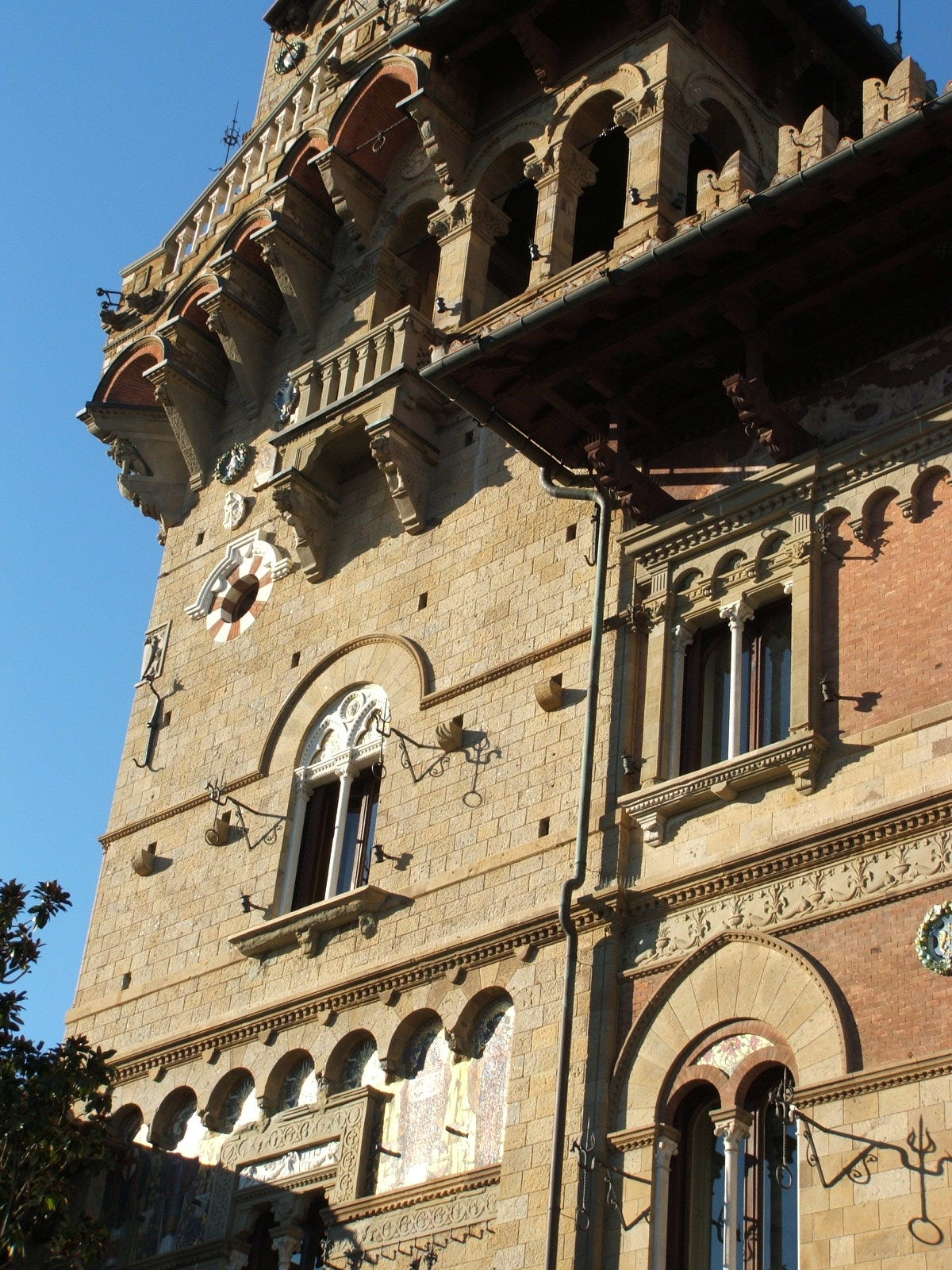
Aspecto do exterior
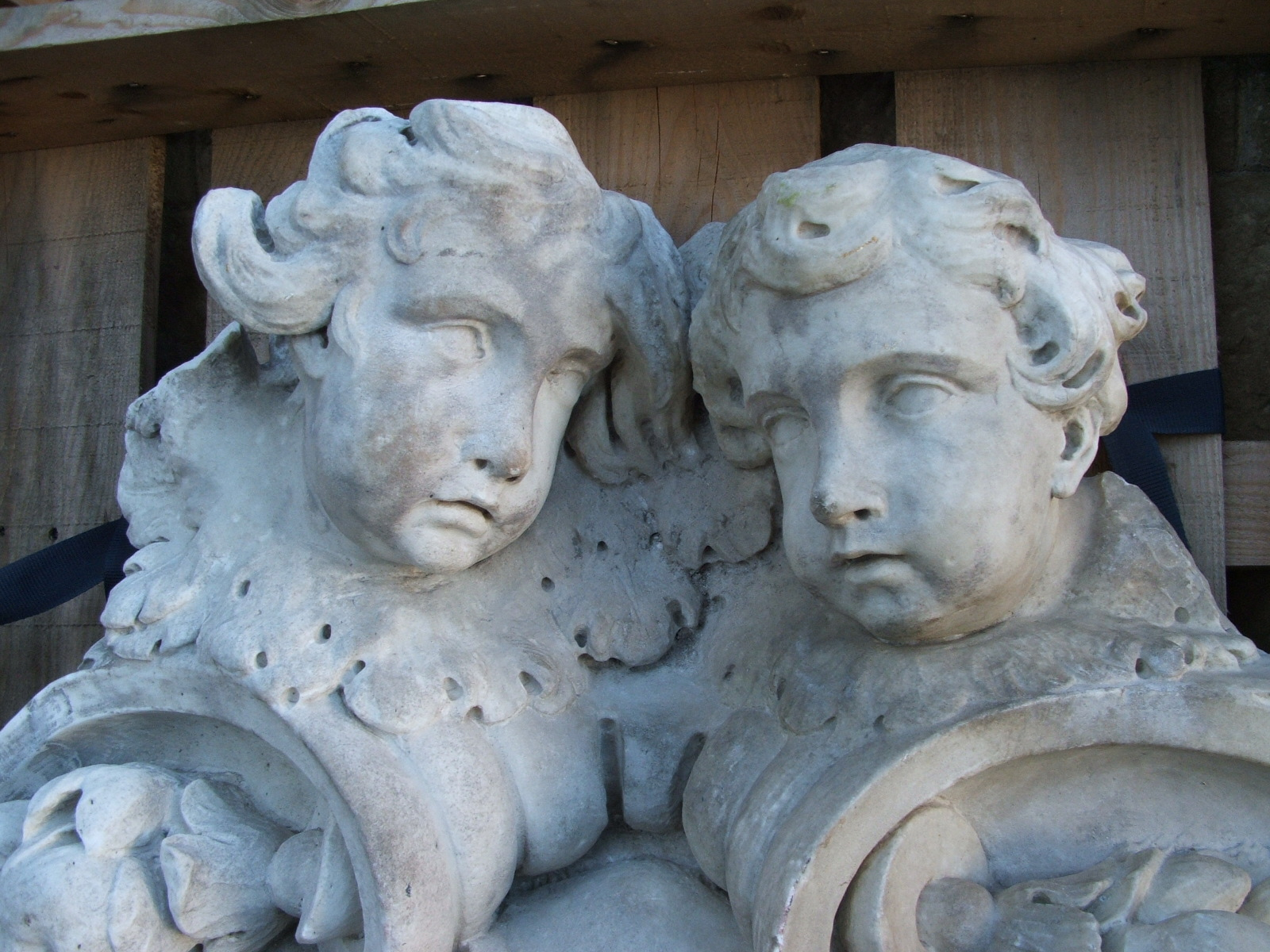
Estátuas no pátio
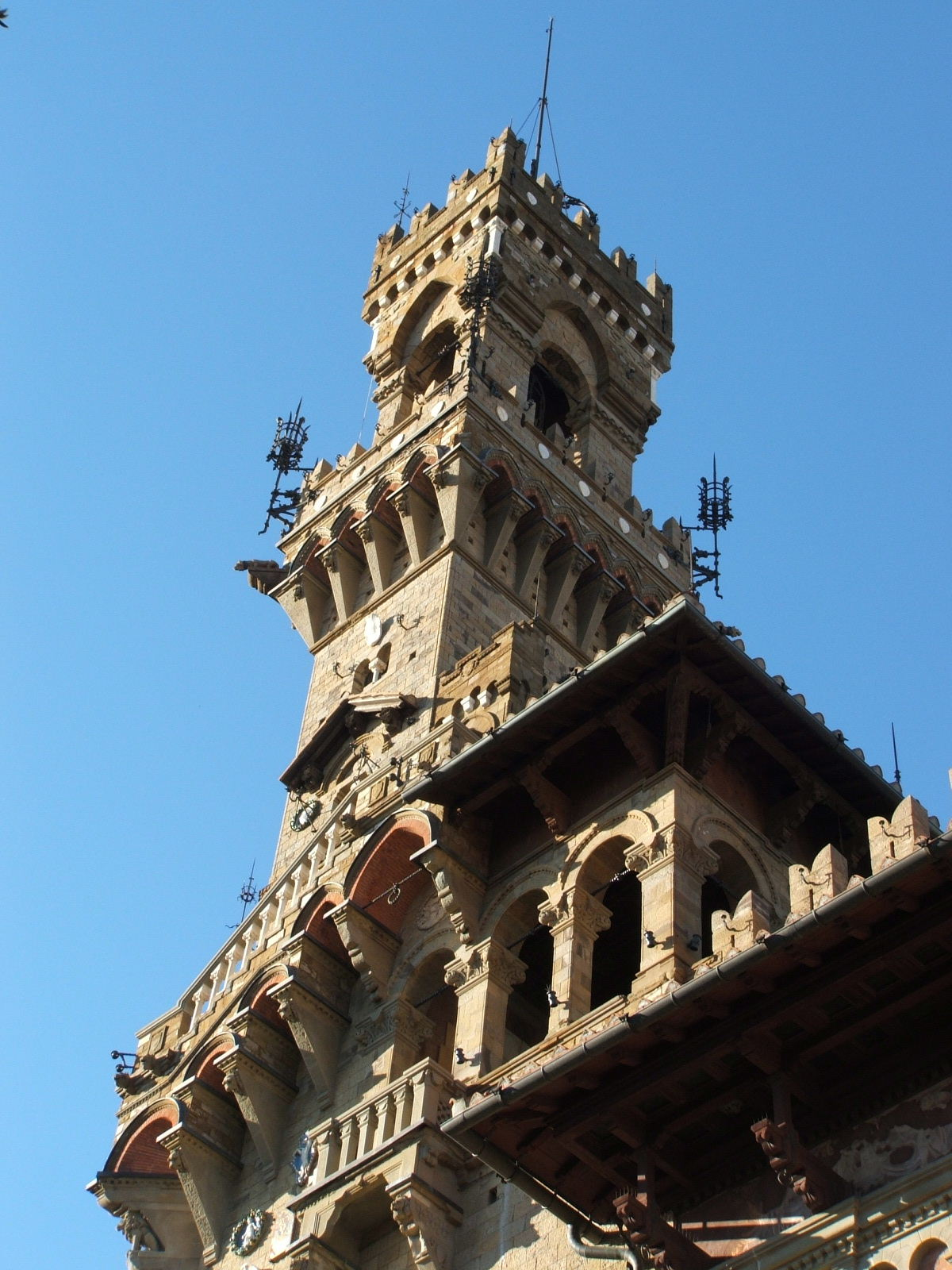
A torre
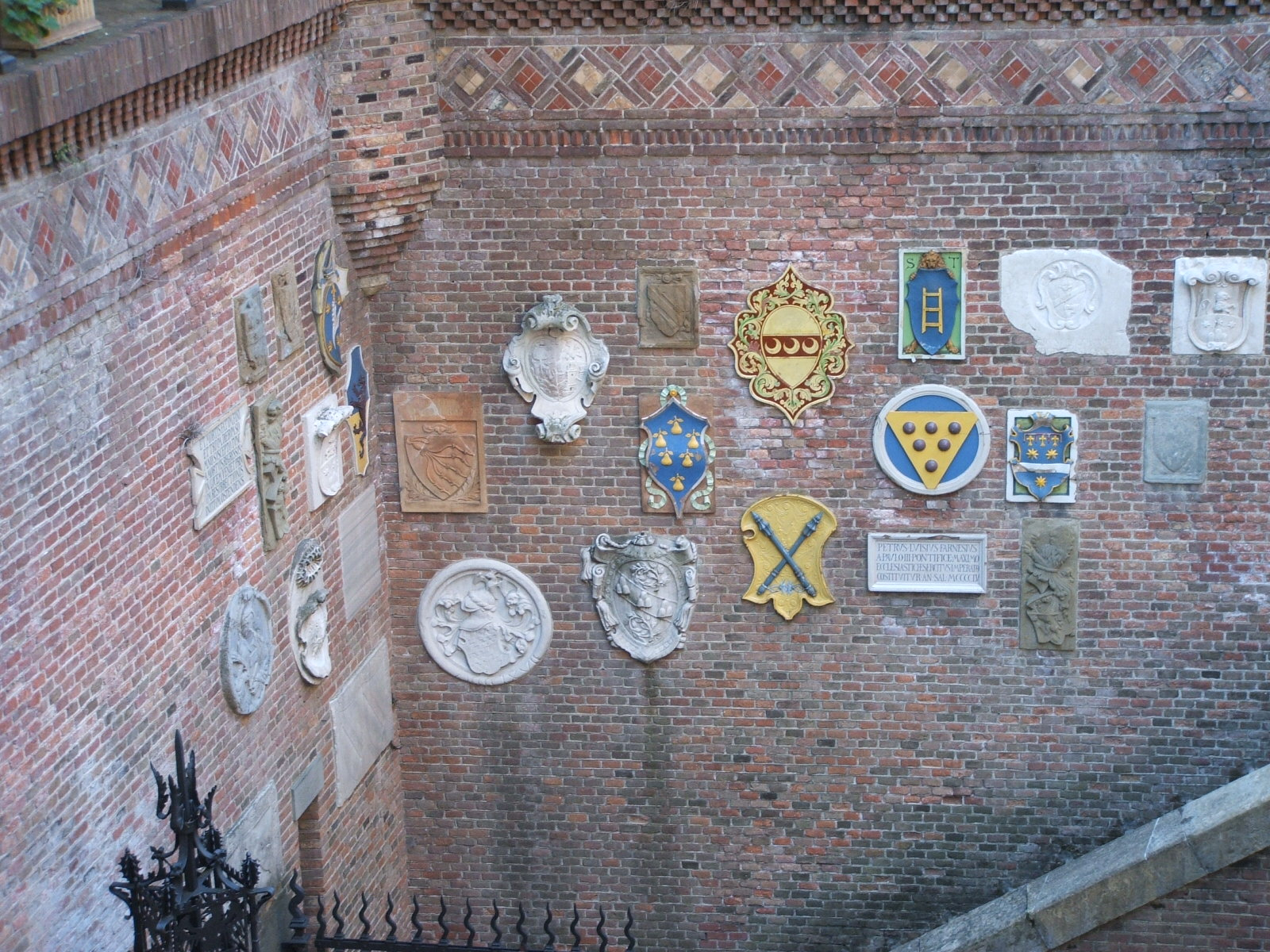
Detalhe do pátio